# Birkat Hahamma
La Birkat Hahamma (ברכת החמה, Bénédiction du Soleil) est une bénédiction juive récitée sur le Soleil une fois tous les vingt-huit ans, lorsque l'équinoxe de printemps, tel que calculé par la tradition juive, se produit un mardi au coucher de soleil.
Selon la tradition juive, le Soleil possède un cycle de 28 ans, appelé ma'hzor gadol (מחזור גדול, grand cycle). Une année solaire durant 365,25 jours, et la bénédiction devant se dire au début de ce cycle, elle est récitée tous les 10 227 jours.
- La plus récente occurrence a eu lieu le 8 avril 2009 (14 nissan 5769 du calendrier hébraïque). C'était la dernière fois qu'elle tombait une veille de Pâque avant l'an 6000 (c'est-à-dire avant l'ère messianique).

La bénédiction en question est la même que celle qui doit être récitée lorsqu'on est témoin de divers phénomènes naturels, dont la foudre, une comète, une pluie de météores, de grandes montagnes, de vastes étendues sauvages, etc. : ברוך אתה ה' אלוקינו מלך העולם עושה מעשה בראשית (Béni es-Tu, YHWH, notre Elohim, Roi du monde, qui fait l'acte de création.)
La Birkat Hahamma doit, à la différence de ces cas, être récitée en présence d'un quorum de dix personnes, et s'accompagne de versets des Psaumes, ainsi que d'un Kaddish.

## Aux origines de la pratique
La Birkat Hahamma à réciter lors de la teqoufa du Soleil semble mentionnée pour la première fois, avec les autres occurrences naturelles, dans une baraïta du traité Berakhot. La Guemara, clarifiant le moment auquel se produit la teqoufa mentionnée, cite l'opinion d'Abaye, selon lequel elle a lieu tous les 28 ans, « lorsque le cycle se renouvelle et que la teqoufa de Nissan se trouve [alignée] sur Saturne, le soir du troisième jour allant vers le quatrième [du mardi au mercredi]. »
Selon la Bible hébraïque, le Soleil a été créé au quatrième jour de la Création et placé dans le firmament afin de servir de luminaire au quatrième jour. Le jour étant défini dans la tradition juive comme s'étendant d'un soir à l'autre, le quatrième jour commence au coucher de soleil du mardi. Une autre tradition orale situe la semaine de la création du monde au mois de Nissan, et indique que Soleil fut placé au firmament dans la position qu'il a lors de l'équinoxe vernal.
Selon cette explication, le Soleil retrouverait donc, une fois tous les 28 ans, la position qu'il avait lors de la création de l'univers, d'où la référence, lors de la bénédiction, à l'acte de Création (Ma'assè Bereshit).

## Détermination de la date de la Birkat Hahamma

### Calcul théorique de la date (d'après le rabbin N. Danzig)
Abayé s'appuie sur les calculs astronomiques de Shmouel, considéré par le Talmud comme l'un des plus brillants de son temps.
Le tableau suivant représente une semaine, avec les 24 heures du jour et les astres qui y correspondent selon l'ancien modèle géocentrique de l'ordre des planètes. Les étoiles ayant été, selon la Bible, créées le mercredi au crépuscule, le premier astre, Saturne, correspond à l'heure 1 (18:00). Suivent les 6 autres astres (Jupiter, Mars, le Soleil, Vénus, Mercure, et la Lune), et ainsi de suite jusqu'à ce que toutes les heures de la semaine aient un astre leur correspondant. 
| -        | 1    | 2    | 3    | 4    | 5    | 6    | 7    | 8    | 9    | 10   | 11   | 12   | 13   | 14   | 15   | 16   | 17   | 18   | 19   | 20   | 21   | 22   | 23   | 24   |
| -------- | ---- | ---- | ---- | ---- | ---- | ---- | ---- | ---- | ---- | ---- | ---- | ---- | ---- | ---- | ---- | ---- | ---- | ---- | ---- | ---- | ---- | ---- | ---- | ---- |
| Dimanche | Merc | Lune | Sat  | Jup  | Mar  | Sol  | Vén  | Merc | Lune | Sat  | Jup  | Mar  | Sol  | Vén  | Merc | Lune | Sat  | Jup  | Mar  | Sol  | Vén  | Merc | Lune | Sat  |
| Lundi    | Jup  | Mar  | Sol  | Vén  | Merc | Lune | Sat  | Jup  | Mar  | Sol  | Vén  | Merc | Lune | Sat  | Jup  | Mar  | Sol  | Vén  | Merc | Lune | Sat  | Jup  | Mar  | Sol  |
| Mardi    | Vén  | Merc | Lune | Sat  | Jup  | Mar  | Sol  | Vén  | Merc | Lune | Sat  | Jup  | Mar  | Sol  | Vén  | Merc | Lune | Sat  | Jup  | Mar  | Sol  | Vén  | Merc | Lune |
| Mercredi | Sat  | Jup  | Mar  | Sol  | Vén  | Merc | Lune | Sat  | Jup  | Mar  | Sol  | Vén  | Merc | Lune | Sat  | Jup  | Mar  | Sol  | Vén  | Merc | Lune | Sat  | Jup  | Mar  |
| Jeudi    | Sol  | Vén  | Merc | Lune | Sat  | Jup  | Mar  | Sol  | Vén  | Merc | Lune | Sat  | Jup  | Mar  | Sol  | Vén  | Merc | Lune | Sat  | Jup  | Mar  | Sol  | Vén  | Merc |
| Vendredi | Lune | Sat  | Jup  | Mar  | Sol  | Vén  | Merc | Lune | Sat  | Jup  | Mar  | Sol  | Vén  | Merc | Lune | Sat  | Jup  | Mar  | Sol  | Vén  | Merc | Lune | Sat  | Jup  |
| Samedi   | Mar  | Sol  | Vén  | Merc | Lune | Sat  | Jup  | Mar  | Sol  | Vén  | Merc | Lune | Sat  | Jup  | Mar  | Sol  | Vén  | Merc | Lune | Sat  | Jup  | Mar  | Sol  | Vén  |

En admettant la tradition selon laquelle le monde fut créé en nissan, l'heure 1 (coucher de soleil) du mercredi de ce tableau représente le début de la teqoufat nissan (qui correspond au printemps). Un an solaire durant selon le Talmud 52 semaines, 1 jour et 5 heures et 1/2, la teqoufat nissan se produit 1 jour et 5 heures et 1/2 plus tard sur ce tableau, c'est-à-dire le jeudi, entre la cinquième et la sixième heure. Un décalage de 1 jour et 5 heures et 1/2 se produit chaque année, jusqu'à ce que 28 ans plus tard, la teqoufat nissan se produise à nouveau à la première heure du mercredi.
En réalité, en dépit de calculs rigoureux, il n'existe pas de synchronisation réelle entre la prière et le véritable point astronomique au temps où le Soleil traverse l'équateur céleste : les calculs astronomiques de Shmouel sont imprécis, car la Terre ne tourne pas autour du Soleil à vitesse constante. Selon Abraham ibn Ezra, cette imprécision est due à une tendance de l'époque d'éviter la manipulation de fractions.